# Романенко Данііл Олегович
Данііл Олегович Романенко (нар. 13 квітня 2004, Україна) — український футболіст, правий захисник «Олександрії».

## Життєпис
У ДЮФЛУ з 2017 по 2021 рік виступав за «ОФКІП-Полісся» (Київ). Напередодні старту сезону 2021/22 років опинився в структурі «Олександрії». Протягом трьох сезонів виступав за юнацьку (U-19) команду «городян». На початку липня 2024 року переведений до «Олександрії-2». У футболці резервної команди «алексів» дебютував 8 серпня 2024 року в переможному (2:1) виїзному поєдинку 1-го туру групи Б Другої ліги України проти Гірника-Спорту. Данііл вийшов на поле на 46-й хвилині замість Владислава Погорілого. Дебютним голом на професійному рівні відзначився 6 жовтня 2024 року на 45+2-й хвилині переможного (4:0) домашнього поєдинку 9-го туру групи Б Другої ліги України проти борщагівської «Чайки». Романенко вийшов на поле в стартовому складі та відіграв увесь матч.